# Tövis alatti izom

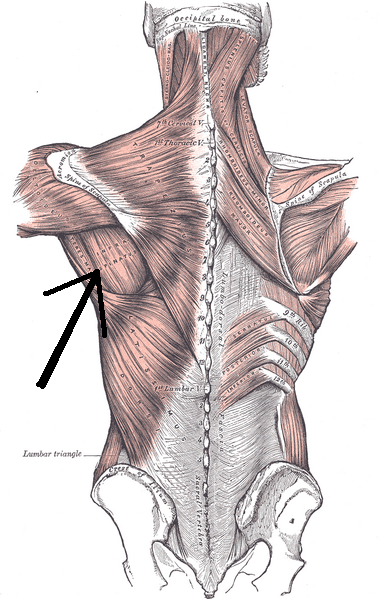
A hát izmai (a nyíl mutatja tövis alatti izmot)

A tövis alatti izom (musculus infraspinatus) egy izom az ember felső testén, a háton, a lapockán.

## Eredés, tapadás, elhelyezkedés
A lapocka fossa infraspinata nevű területének a belső részén ered és a felkarcsont (humerus) külső nagy dudorán tapad(tuberculum majus). A deltaizom (musculus deltoideus) alatt a kis görgetegizom (musculus teres minor) és a nagy görgetegizom (musculus teres major) felett található.

## Funkció
Kifelé forgatja a vállízületet és közelíti a kart a test tengelye felé.

## Beidegzés, vérellátás
A nervus subscapularis idegzi be és a arteria suprascapularis és az arteria circumflexa scapulae látják el vérrel.